# Södermanlands runinskrifter Sköldinge 140:1
Runstenen vid Stora Kölsta är en runristning i Sköldinge socken som upptäcktes år 1963. Endast ett fåtal runor är läsbara. 

## Stenen
Enligt Sven B. F. Jansson är stenen av brungrå gnejs. Den är 145 cm hög och 108 cm bred. Jansson menar att det stycke av stenens nedre del, som är bortslagen, troligen avlägsnades i samband med att stenen för länge sedan togs i bruk som tröskelsten till svinhuset. Enligt Jansson är ristningen fördärvad genom vittring och att varje rekonstruktionsförsök av de 30 runorna är dömt att misslyckas. Han bedömer att ristningen tillkommit på 1000-talet.
Enligt Fornsök är stenen av grå granitsten. Den är placerad 30 m ö.h. och de konstaterar att  runorna är 6–8 cm höga. 

## Fyndet
Denna sten hittades 1963 i samband med rödmålning av svinhuset. Rödfärg spilldes på stenen där den fyllde och synliggjorde runorna.
Enligt markägaren var det Ivar Schnell och Sven B. F. Jansson som kom och bedömde stenen och som vidare beslutade var den skulle placeras.